# VC Nagano Tridents
I VC Nagano Tridents (VC長野トライデンツ?) sono una società pallavolistica maschile giapponese, con sede a Takamori: militano nel campionato giapponese di SV.League; il club appartiene alla Melco.

## Storia
I VC Nagano Growth vengono fondati nel 2008, cambiando denominazione in VC Nagano Tridents appena due anni dopo. Nel 2015 si iscrivono alla V.Challenge League II, vincendo il campionato e ottenendo la promozione in V.Challenge League I nel doppio confronto con il Tokyo Verdy. Dopo due annate in serie cadetta, nel 2018 il club viene ammesso nella riformata V.League Division 1, per ampliare l'organico del campionato.

## Rosa 2024-2025
| N° | Nome                | Ruolo | Data di nascita   | Nazionalità sportiva5 |
| -- | ------------------- | ----- | ----------------- | --------------------- |
| 1  | Koki Yamada         | C     | 7 ottobre 1999    | Giappone              |
| 2  | Shōhei Ōno          | S     | 25 aprile 1999    | Giappone              |
| 4  | Yūki Higuchi        | S     | 27 aprile 1996    | Giappone              |
| 5  | Koji Nanba          | L     | 7 dicembre 1999   | Giappone              |
| 6  | Hiroshi Sakoda      | S     | 1º maggio 1996    | Giappone              |
| 7  | Hiroki Kotoh        | L     | 14 aprile 2000    | Giappone              |
| 8  | Kento Nakashima     | P     | 15 ottobre 2001   | Giappone              |
| 9  | Shota Fujiwara      | S     | 14 luglio 1998    | Giappone              |
| 10 | Dai Yasuhara        | C     | 14 agosto 2001    | Giappone              |
| 11 | Yuji Kudo           | S     | 24 settembre 2001 | Giappone              |
| 12 | Kazuma Sonae        | L     | 6 gennaio 1998    | Giappone              |
| 13 | Koga Iida           | O     | 19 gennaio 2002   | Giappone              |
| 14 | Ulrik Dahl          | O     | 18 novembre 2000  | Danimarca             |
| 15 | Taihei Hazama       | C     | 8 aprile 1997     | Giappone              |
| 16 | Trent O'Dea         | C     | 11 maggio 1994    | Australia             |
| 17 | Keito Nakamura      | S     | 15 luglio 1999    | Giappone              |
| 18 | Ryuya Sato          | S     | 3 agosto 2001     | Giappone              |
| 20 | Shinnosuke Hayasaka | P     | 22 aprile 2000    | Giappone              |
| 22 | Taiga Itoyama       | P     | 12 gennaio 2001   | Giappone              |
| 24 | Shodai Abe          | C     | 3 novembre 1999   | Giappone              |

## Denominazioni precedenti
- 2008-2010: VC Nagano Growth